# 杰克·洛斯马

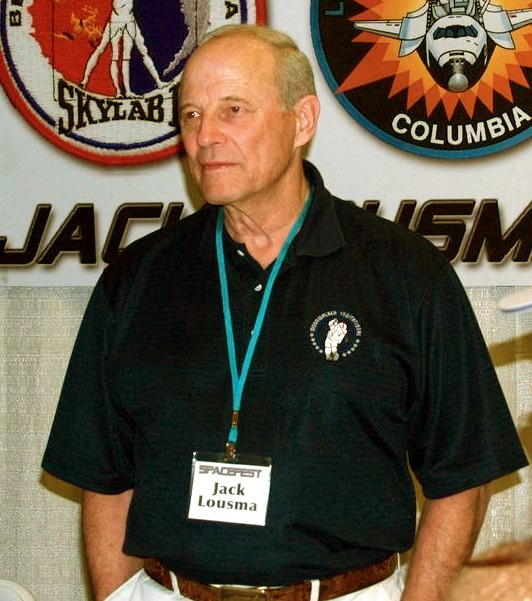
杰克·洛斯马 2009

杰克·罗伯特·洛斯马（Jack Robert Lousma，1936年2月29日—）曾是一位美国国家航空航天局的宇航员，执行过天空实验室3号以及STS-3任务。